# 七宝紋

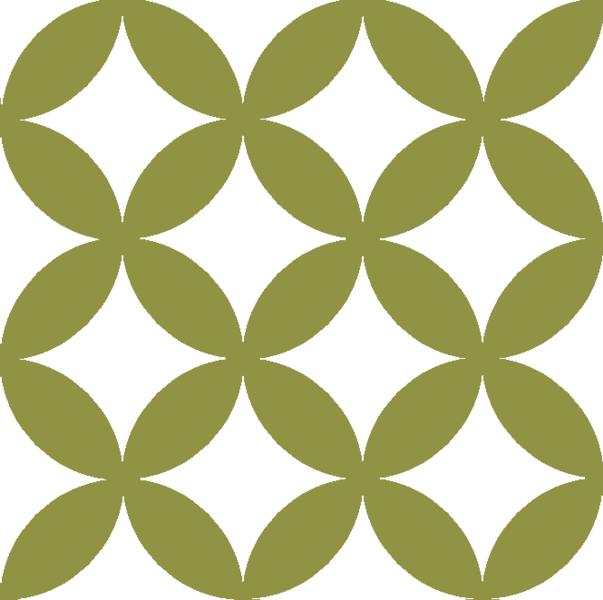
七宝つなぎ

七宝紋（しっぽうもん）とは、連続文様の『輪違い紋』から生まれた日本の家紋の一種。

有職文様では、幾つもの輪を交差させたものを『輪違い』とよび、同様のものを七宝ともよぶ。鎖型に連続している文様を「七宝つなぎ」（つなぎ七宝紋）とよび、そこから１つを抜き出し家紋にしたものが「七宝」と呼ばれている。３つを抜き出したものは「持ち合い三つ七宝（三つ七宝紋）」、４つ抜き出したものは「持ち合い四つ七宝（四つ七宝紋）」と呼ばれる。
七宝紋に分類される家紋には他にも様々なものがあり、たとえば七宝の中央に花を入れたものを「花七宝（はなしっぽう）」（七宝に花角）、鳥と花菱を組み合わせて七宝形にしたものを「鳥襷（とりだすき）」、幾つかが繋がった形で部分的に用いたものを「破れ七宝（やぶれしっぽう）」といい、上下左右の四隅に丸印を加えたものは「星七宝（ほししっぽう）」などと呼ばれている。

## 由来

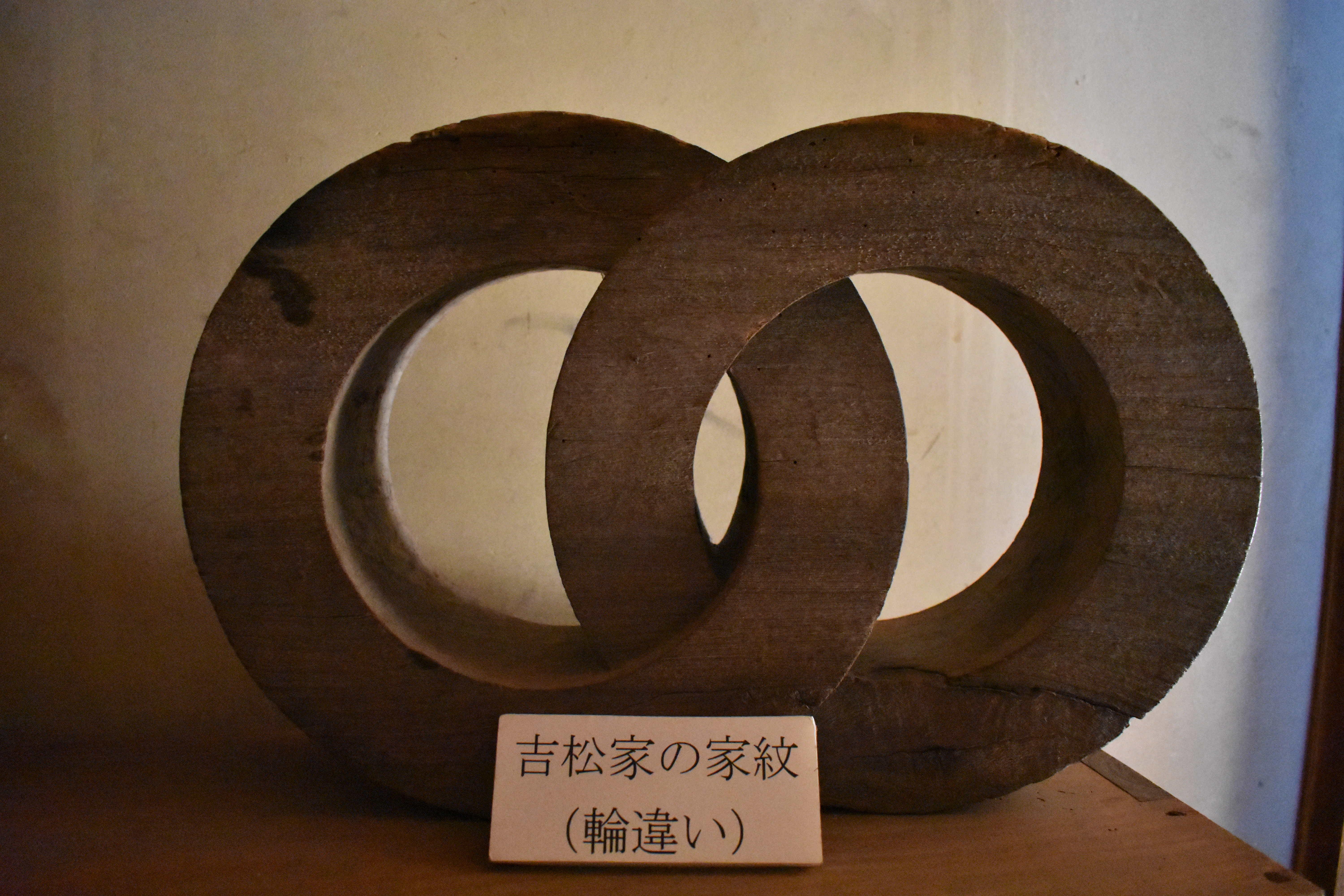
輪違紋
わちがい
輪違い

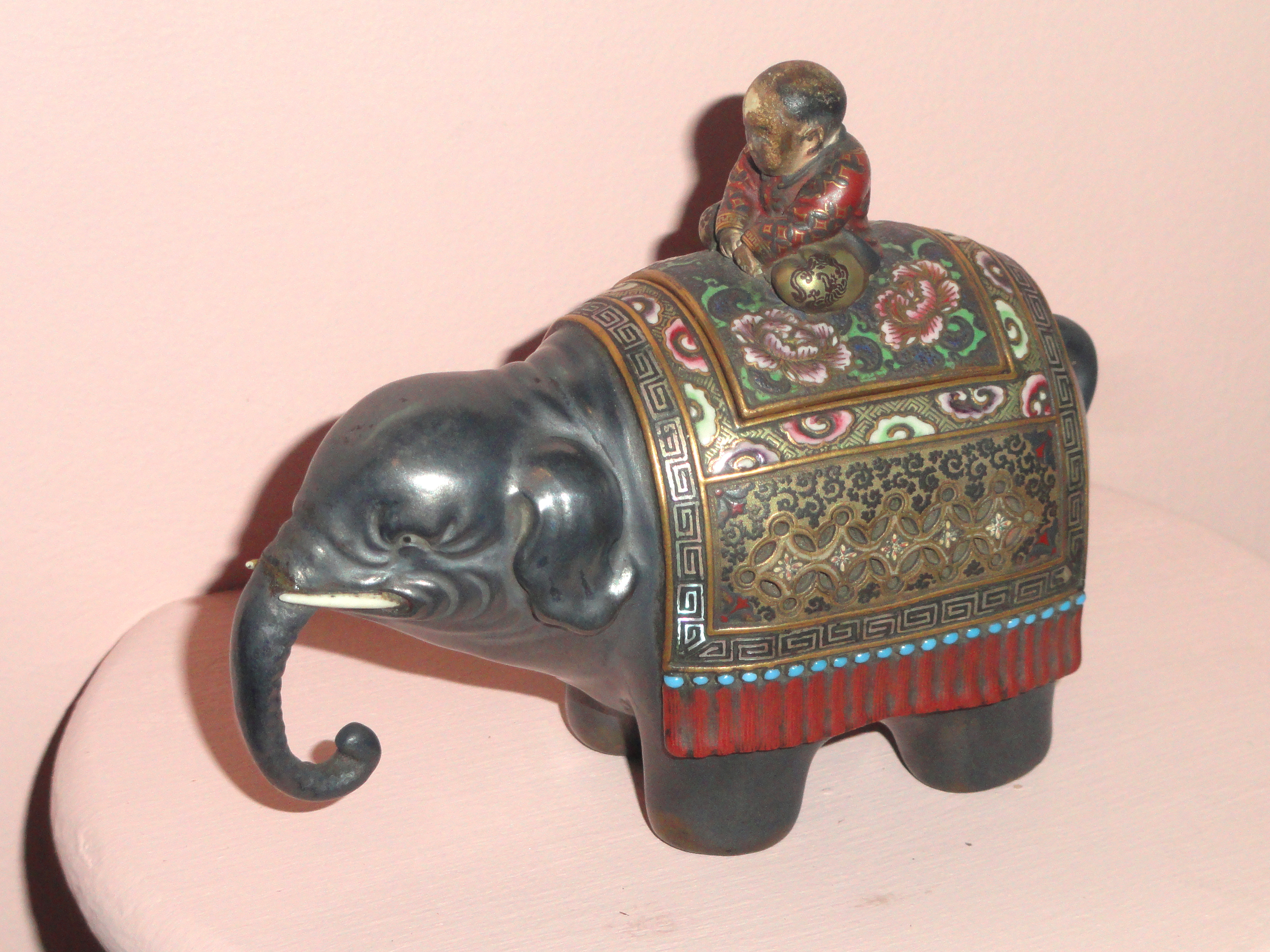
花輪違い（七宝花菱）の入った七宝細工（香炉）

元は大陸から伝来し、有職文様の「輪違い」という鎖型に連続した文様から抜き取られたもので、平安時代には車紋として用いられていたが、
江戸時代以降は、特に2つの輪を交叉させた文様が「輪違い」と呼ばれるようになった。
それに伴い、新たに登場する七宝紋という名称については、日本家紋研究会によれば、輪が四方に広がるという意味から、古くは「四方襷（しほうたすき）」という呼び名もあり、その「四方（しほう）」が「七宝（しっぽう）」へと変化したものといわれている。
ただし、「輪違い」の呼び名は七宝紋の類の中にも残っており、具体的には「花輪違い」には、「七宝輪違（しっぽうわちがい）」「十方七宝（じっぽうしっぽう）」「玉輪違（たまわちがい）」「七宝に唐花（しっぽうにからはな）」「七宝花菱（しっぽうはなびし）」など様々な呼ばれ方や亜種がある。
この「花輪違い」の一種は茶人小堀遠州の名で知られている小堀政一の代から小堀家の家紋として用いられており

、
一方で、伝承によれば、遠州が茶室の空間設計の一環に七宝細工による色彩や装飾を取り入れたとされている
（詳しくは京七宝を参照）。
そして、七宝細工を意味する「七宝瑠璃」という語は、室町時代、足利義政が将軍の頃から使われているものの、七宝細工を意味する七宝と七宝紋の関係については明らかではない。
また、七宝紋は無限に連鎖する平和や円満を意味する輪の交叉から成る文様のため、「世界中の財宝」と、「無限の子孫繁栄」を表す吉祥紋として家紋・屏風の裏紙の模様などに用いられている。仏教では宝塔を飾る七つの宝玉を「七宝（しちほう）」と呼ぶが、この仏教用語の「七宝」との関係についても不明である。

## 使用家
大岡、秋月、松浦、佐々木、高、塩冶、彦部、増位、妹尾、大図、秋月、松浦、高橋など

## 使用地域
島根、滋賀、鳥取、福井、石川、愛媛、高知

## 七宝紋の例

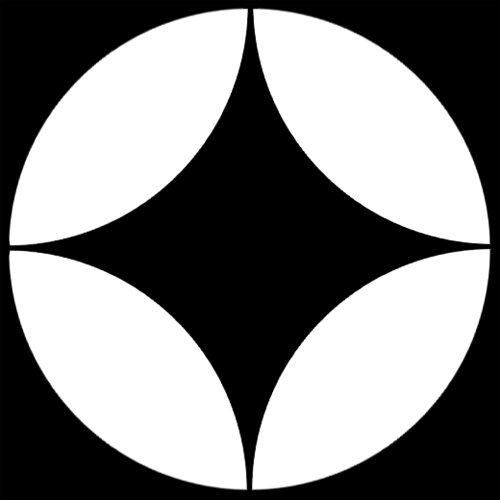
しっぽう 「七宝」紋（染抜）
はなわちがい 花輪違(七宝に唐花)
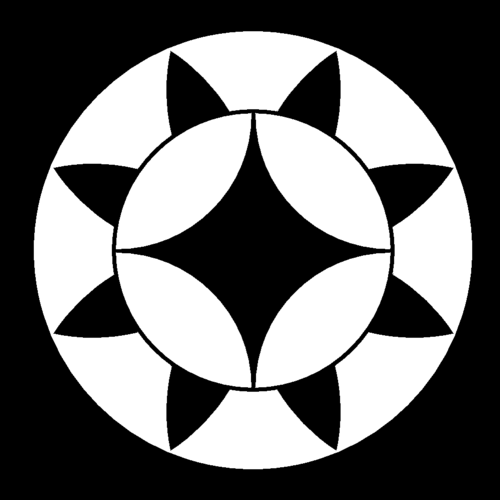
大岡七宝
大岡七宝